# Моє життя та робота
Моє́ життя́ та робо́та (англ. My Life And Work by Henry Ford) — автобіографічна книга Генрі Форда, американського «капітана індустрії», бізнес-магната, засновника Ford Motor Company. Книга вперше побачила світ 22 січня 1922 року. 2015 року перекладена українською мовою видавництвом «Наш формат» (перекладач — Уляна Джаман).

## Огляд книги
«Моє життя та робота» — хронологія професійного зростання та успіху одного з найвизначніших американських підприємців та бізнесменів — Генрі Форда. Ford Motor Company завжди асоціюватиметься з американським індустріоналізмом початку XX століття, а бізнес-інновації та вплив компанії на американську економіку є незміренними.
Він став тією рідкісною людиною, хто вирішив запустити масове виробництво свого власного винаходу. У 40-річному віці він створив компанію Ford Motor Company, чверть акцій якої належали йому. За перший рік діяльності було випущено 1700 автомобілів, а Ford Model A легко завоювала свою прихильність серед покупців за надійність. Згодом Форд усвідомив, що збільшити свій контроль в компанії він зможе, оволодівши більшою кількістю акцій, і невдовзі використав дохід від продажів та збільшив свою частку спочатку до 51 %, а згодом до 100 %.
Протягом 1908—1909 років продажі компанії сягли 10 000 одиниць. Тиск оточення з ціллю розширити асортимент автомобілів ставав дедалі сильнішим, але він наполягав на протилежному, оголосивши одного ранку 1909 року, що випускатиме єдину модель авто — Ford Model T, і тільки одного кольору. «Кожен покупець може придбати машину будь-якого кольору, якого забажає, якщо цей колір — чорний», — стали його відомими словами.
До початку 1920-х років компанія найняла понад 50 000 робітників, а обсяги виробництва сягнули 4000 авто на день. Тільки в 1921 році було виготовлено п'ять мільйонів автомобілів, а до кінця десятиріччя з лінії зійшло 15 мільйонів новеньких Ford Model T.
Форд поєднав в собі риси успішних людей: оригінальне, далекоглядне бачення та надмірну увагу до деталей; його посил — інвестуйте в себе, це дає найкращі результати.

## Сприйняття
Книжку читали і в Європі. Технічними ідеями які Форд, як піонер автомобілебудування виклав у своїй книжці захоплювалась німецька молодь наприкінці 1920-тих років. Деякі щоправда сприймались важче, як наприклад збільшення продуктивності і раціоналізація в час зростаючого безробіття.

## Переклад українською
- Форд, Генрі. Моє життя та робота / пер. — Уляна Джаман. К.: Наш Формат, 2015. — 344 с. — ISBN 978-966-97425-5-1